# Petr Kapoun
Petr Kapoun (* 28. května 1942 Praha) je československý basketbalista, vicemistr Československa 1961 a trenér mládeže.
V československé basketbalové lize odehrál celkem 13 sezón (1960-1973). Hrál za kluby Spartak Sokolovo / Sparta Praha (11 sezón), Dukla Mariánské Lázně (1 sezóna) a Dukla Olomouc (1 sezóna). Se Spartou Praha získal 6 medailí, jednu stříbrnou za druhé místo v roce 1961 a pět bronzových za třetí místa (1964, 1966 až 1969). V československé basketbalové lize po roce 1962 (zavedení podrobných statistik zápasů) zaznamenal 1872 bodů.
S týmem Spartak Sokolovo se zúčastnil Poháru evropských mistrů 1960/61 s postupem až do čtvrtfinále (bilance 5 vítězství ze 6 zápasů).
Za reprezentační družstvo Československa v letech 1965-1967 hrál celkem 21 zápasů. 
Po skončení hráčské kariéry byl funkcionářem a trenérem v klubu SK Aritma Praha.

## Hráčská kariéra

### kluby
- 1960-1961 Spartak Sokolovo - 2. místo (1961)
- 1961-1963 Dukla Mariánské Lázně 10. místo (1962), Dukla Olomouc 8. místo (1963)
- 1963-1973 Sparta Praha: 5x 3. místo (1964, 1966, 1967, 1968, 1969), 3x 4. místo (1971, 1972, 1973), 5. místo (1965), 7. místo (1970)
- Československá basketbalová liga celkem 13 sezón (1960-1973), 1872 bodů a 6 medailových umístění
  - vicemistr Československa (1961), 5x 3. místo: (1964, 1966, 1967, 1968, 1969), 3x 4. místo

- Evropské poháry klubů - s týmem Spartak Sokolovo
  - Pohár evropských mistrů 1960/61, postup do čtvrtfinále, vyřazeni CCA Bukrešť (60:50, 47:65)

### Československo
- Za reprezentační družstvo mužů Československa v letech 1965-1967 celkem 21 utkání.